# 北海道道889号上猿払清浜線
北海道道889号上猿払清浜線（ほっかいどうどう889ごう かみさるふつきよはません）は、北海道宗谷郡猿払村と稚内市を結ぶ一般道道（北海道道）である。冬期通行止め区間がある。

## 概要
当初は総延長64.1 kmとして計画されたが、再評価の結果、建設中止となり、3つの区間に分断された形で供用されている。未開通区間は2003年（平成15年）度に事業中止が決まった為、全線開通する可能性は無くなった。冬期間は全面通行止めとなる。

### 路線データ
- 起点：北海道宗谷郡猿払村上猿払（北海道道84号豊富浜頓別線交点）
- 終点：北海道稚内市大字宗谷村清浜（国道238号交点）
- 総延長：36.976 km
- 実延長：36.952 km
- 重用延長：0.024 km
- 未舗装延長：11.258 km

### 道路管理者
- 宗谷総合振興局 稚内建設管理部 事業課

## 歴史
- 1976年（昭和51年）5月20日 - 路線認定[2]。
- 2003年（平成15年）度 - 未開通区間の事業中止が決定[1]。

## 路線状況

### 通称
- 宗谷丘陵道路
宗谷岬から西へ約10 kmに位置する稚内市清浜から猿払方面へ内陸の宗谷岬牧場へ入る道路区間で、牧場から宗谷岬へ抜ける市道も含む道路の通称[3]。宗谷丘陵の丘の上を走る。冬季閉鎖は11月中旬から5月中旬まで[3]。

### 未開通区間
- 猿払村小石 - 稚内市上苗太路
  - この区間は、2003年（平成15年）度に事業中止が決まった[1]。

### 道路施設

#### 主な橋梁
- シトシュベツ橋（103 m、猿骨川、猿払村上猿払）
- 上苗橋（81 m、笹の沢川、稚内市大字宗谷村）
- 上時前橋（80 m、時前川、稚内市大字宗谷村）
- 三の沢橋（70 m、三の沢川、稚内市大字宗谷村）
- 上目梨橋（147 m、目梨川、稚内市大字宗谷村）
- オビラシュナイ橋（126 m、オビラシュナイ川、稚内市大字宗谷村）

#### 常設型ゲート
- ゲート（猿払村小石、北海道道138号豊富猿払線交点）
- ゲート（稚内市上苗太路、北海道道1077号稚内猿払線交点）
- ゲート（稚内市大字宗谷村、宗谷丘陵分岐付近）
- ゲート（稚内市大字宗谷村、終点付近）

## 地理
宗谷丘陵の丘の上を走る道路で、宗谷岬に近い所では宗谷岬牧場の草原地と、宗谷海峡の海原が広がる。周辺には宗谷岬ウインドファームの57基ある風力発電風車が建つ。

### 通過する自治体
- 宗谷総合振興局
  - 宗谷郡猿払村
  - 稚内市

### 交差する道路
猿払村
- 北海道道84号豊富浜頓別線 - 上猿払（起点）
- 北海道道138号豊富猿払線 - 小石

稚内市
- 北海道道1077号稚内猿払線 - 上苗太路
- 国道238号 - 大字宗谷村清浜（終点）